# Brachysema macrocarpum
Brachysema macrocarpum är en ärtväxtart som beskrevs av George Bentham. Brachysema macrocarpum ingår i släktet Brachysema och familjen ärtväxter. Inga underarter finns listade i Catalogue of Life.